# Classe Providence
La classe Providence est une classe de trois croiseurs lance-missiles de l'United States Navy en service entre 1959 et 1974. 
Construits à l'origine comme des croiseurs légers (CL) de la classe Cleveland pendant la Seconde Guerre mondiale, trois navires sont reclassés en 1957 comme croiseurs légers à missiles guidés (CLG) de classe Providence et équipés du système de missiles sol-air Terrier. Pendant les deux années de remise en état, la superstructure arrière est complètement remplacée et tous les canons arrière sont retirés pour faire place au lanceur Terrier à deux bras et à un magasin de stockage de 120 missiles. Trois grands mâts sont également été installés afin d'accueillir divers radars, des systèmes de guidage de missiles et de communication. L'USS Providence (CLG-6) et l'USS Springfield (CLG-7) sont simultanément convertis en navire amiral de la flotte, ce qui implique le retrait de deux tourelles avant doubles de 5 pouces (127 mm) et d'une tourelle triple de 6 pouces (152 mm), et leur remplacement par une superstructure avant reconstruite et agrandie. L'USS Topeka (CLG-8) conserve lui, l'armement standard avant de la classe Cleveland : trois tourelles doubles de 5 pouces (127 mm) et deux tourelles triples de 6 pouces (152 mm). 
Un schéma similaire est suivi pour la conversion de trois autres navires de la classe Cleveland (Galveston, Little Rock et Oklahoma City) pour exploiter le système de missiles sol-air Talos, créant ainsi la classe Galveston. Le Little Rock et l'Oklahoma City sont équipés comme navires amiral de la flotte, mais pas le Galveston. Comme les croiseurs de la classe Galveston, les navires de la classe Providence souffrent de graves problèmes de stabilité causés par la masse du système de missiles, nécessitant l'utilisation de ballast pour améliorer la stabilité. Les croiseurs souffrent également d'un effet d'arc sur la coque. 
Les trois navires de la classe Providence sont mis hors service et intégrés à la flotte de réserve entre 1969 et 1974. Lors de la Reclassification des navires de l'United States Navy en 1975, le Providence et le Springfield sont reclassés en croiseurs à missiles guidés (CG). Les navires sont rayés du registre des navires de guerre entre 1974 et 1980, et finalement vendus à la ferraille.

## Conception
Il s'agit de croiseurs légers de la classe Cleveland reconvertis en croiseur lance-missiles équipés du missile sol-air RIM-2 Terrier. Trois autres croiseurs furent également transformés auparavant formant la classe Galveston armés de RIM-8 Talos.

## Unités de la classe
| Nom                     | Image | Constructeur | Commission        | Retrait du service |
| ----------------------- | ----- | ------------ | ----------------- | ------------------ |
| USS Providence (CLG-6)  |       |              | 17 septembre 1959 | 31 août 1973       |
| USS Springfield (CLG-7) |       |              | 2 juillet 1960    | 15 mai 1974        |
| USS Topeka (CLG-8)      |       |              | 26 mars 1960      | 5 juin 1969        |